# Suore dell'Immacolata Concezione (Annecy)
Le Suore dell'Immacolata Concezione (in francese Congrégation Pie IX des sœurs de l'Immaculée Conception) sono un istituto religioso femminile di diritto pontificio.

## Storia
La congregazione fu fondata a Lorient il 15 luglio 1855 da Marie Caroline de Mélient, in religione Maria dell'Immacolata Concezione.
In onore di papa Pio IX, che nel maggio 1855 aveva ricevuto e incoraggiato la fondatrice, l'istituto adottò la denominazione di "Congregazione Pia dell'Immacolata Concezione".
La congregazione ricevette il pontificio decreto di lode il 7 giugno 1873 e le sue costituzioni ottennero l'approvazione definitiva il 23 febbraio 1926.

## Attività e diffusione
Le suore si dedicano all'istruzione e all'educazione della gioventú, all'opera dei ritiri spirituali e alla visita ai malati; seguono la spiritualità di sant'Ignazio di Loyola e loro motto è "Pregare, amare, imitare".
La sede generalizia è ad Annecy-le-Vieux.
Alla fine del 2015 l'istituto contava 10 religiose in 2 case.